# Asian Bamboo
Die Asian Bamboo AG war ein börsennotierter Bambusanbauer und -Verarbeiter. Das Unternehmen hatte seinen Sitz in Hamburg, das operative Geschäft wurde vom chinesischen Fuzhou aus gesteuert. Das Unternehmen ist seit 2015 insolvent.

## Finanzen
Seit dem 16. November 2007 ist Asian Bamboo im Prime Standard der Deutschen Börse gelistet. Das Unternehmen ist Teil einer Serie von Börsengängen chinesischer Unternehmen in Frankfurt, die die Erwartungen der Anleger enttäuschten und sich in vielen Fällen als unseriös herausstellten. Die Presse berichtete über Probleme bei Asian Bamboo; die ARD sprach vom „größten Rohrkrepierer“ unter den Frankfurter China-Aktien.
Asian Bamboo vermeldete zunächst sehr vielversprechende Zahlen – die gemeldeten Umsatzerlöse und Gewinne vervielfachten sich im Zeitraum 2007 bis 2011, allerdings bei einem stets negativen Cashflow, verursacht durch laufende Investitionen in hohe Pachtvorauszahlungen für die Anbauflächen. Es stellte sich dann heraus, dass für diese Zahlungen und für weitere Zahlungsverpflichtungen ebenso wie für die vorhandenen Plantagen kein entsprechender wirtschaftlicher Nutzen existierte, sodass erhebliche Abschreibungen und weiterer Aufwand entstanden. Dies führte im Geschäftsjahr 2013 zu einem Verlustausweis von rund 200 Mio. € – ein Vielfaches dessen, was das Unternehmen seit dem Börsengang an Gewinnen vermeldet hatte.
Der Vorstand reagierte hierauf mit der Ankündigung, verstärkt im Immobiliengeschäft tätig zu werden. Dies kommentierte der Buchprüfer wie folgt:

„Aufgrund der Unbestimmtheit der Angaben im Konzernlagebericht über die beabsichtigten Immobiliengeschäfte konnten wir die
Darstellung der Chancen und Risiken aus der geplanten Aufnahme von Immobiliengeschäften im Konzernlagebericht nicht beurteilen.
Es kann daher nicht ausgeschlossen werden, dass der Konzernlagebericht insoweit fehlerhaft ist.“

Die Jahresabschlüsse der Vorjahre waren von Deloitte & Touche (2010–2012) bzw. der BDO Deutsche Warentreuhand (2007–2009) geprüft und uneingeschränkt bestätigt worden.
Ende Februar 2015 wurde durch die Gläubiger des zahlungsunfähigen Unternehmens Insolvenzantrag gestellt; am 28. Mai 2015 kündigte Asian Bamboo an, auch selbst einen Insolvenzantrag beim Amtsgericht Hamburg stellen zu wollen, was am 15. Juni 2015 geschah. Im September 2019 wurde die Börsenzulassung des Unternehmens widerrufen.

## Geschäftstätigkeit
Auf 48.123 Hektar gepachteter Agrarfläche auf 36 Plantagen in China (Stand: 2015) baut Asian Bamboo nach ökologischen Gesichtspunkten Bambussprossen und Bambusstämme an. Zudem bestehen drei Anlagen zur Rohverarbeitung und eine Fabrik zur Feinverarbeitung von Bambussprossen. Insgesamt beschäftigt das Unternehmen rund 300 Mitarbeiter. Hauptabsatzmarkt für die in China hergestellten Bambussprossen ist Japan. Im Jahr 2006 erzeugte Asian Bamboo nach eigenen Angaben rund fünf Prozent der gesamten ökologisch angebauten Bambussprossenexporte aus der Volksrepublik China. Die Bambusstämme werden hauptsächlich im chinesischen Binnenmarkt abgesetzt.